# Даврос
„Даврос“ (Davros) e обществено-политически и литературен седмичен вестник във Варна на арменски език.
Във вестника се помества материали свързани с политика, литература и критика. Излиза в периода 24 януари – 23 юни 1898 г. Редактор е X. Чакърян, а отговорен редактор – Никола Драгулев. Отпечатва се в печатниците „Взаимност“ и на Христо Н. Войников.